# Zombies 2
Zombies 2 è un film per la televisione prodotto dalla rete televisiva Disney Channel, andato in onda per la prima volta in America il 14 febbraio 2020. 
In Italia il film è stato reso disponibile sulla piattaforma streaming Disney+ dal 30 ottobre 2020.

## Trama
Zombies e umani vivono ormai pacificamente e la storia d'amore tra Zed e Addison procede a gonfie vele. Mentre la coppia si prepara al ballo della scuola, in città arriva un gruppo di giovani licantropi pronto a riportare il caos nella cittadina di Seabrook. Il loro arrivo è dovuto ad uno scopo ben preciso: ritrovare un'antica pietra vitale per sopravvivere. In città si crea il panico, che porterà il consiglio a dover riattivare le leggi anti-mostro, che non permetteranno ad Addison e Zed di andare al ballo insieme. Quest'ultimo decide di candidarsi a presidente della scuola per poter cambiare le regole, mentre Addison si avvicina inaspettatamente ad un gruppo di licantropi, dove finalmente si sente se stessa. Questo crea tensioni tra i due innamorati, che però superano tutto alla fine quando insieme riescono ad unire zombies, umani e licantropi.

## Personaggi e interpreti
- Zed Necrodopolis, interpretato da Milo Manheim.
- Addison Wells, interpretata da Meg Donnelly.
- Bucky Buchanan, interpretato da Trevor Tordjman.
- Eliza Zambi, interpretata da Kylee Russell.
- Bree, interpretata da Carla Jeffery.
- Wyatt Lykensen, interpretata da Pearce Joza.

- Willa Lykensen, interpretata da Chandler Kinney.
- Wynter Barkowitz, interpretata da Ariel Martin.
- Zoey Necrodopolis, interpretata da Kingston Foster.
- Bonzo, interpretato da James Godfrey.
- Kevin "Jacey", interpretato da Noah Zulfikar.

## Produzione
Nei primi mesi del 2019 viene annunciato che un sequel del film Zombies era in fase di produzione. Le riprese si sono concluse il 15 luglio dello stesso anno. 
Si aggiungono al cast originale Pearce Joza, Chandler Kinney e Ariel Martin.

## Promozione
Il primo teaser trailer è stato rilasciato il 2 agosto 2019 in America, mentre il trailer ufficiale il 10 gennaio 2020.
In Italia viene annunciata l'uscita del film via social di Disney+.

## Sequel
Nel marzo 2021 viene annunciato un sequel, intitolato Zombies 3 (reso graficamente Z-O-M-B-I-E-S 3) .
Il film  è uscito  in esclusiva su Disney+ il 15 luglio 2022, in tutti i paesi dove il servizio è disponibile. 